# 浮丘伯
浮丘伯（？—？），齐国人，战国至汉代初期儒家学者。先秦時曾學於荀子，浮丘伯精于治《诗》，秦时传授刘交（劉邦之弟）、申培公、白生、穆生等人。及秦焚书，弟子劉交等相别去。
汉初，高祖刘邦过鲁国，召见儒生，浮丘伯携弟子申培公等见汉高祖于南宫。吕后时期，浮丘伯西游长安，刘交當時已經封為楚王，闻之，遣子刘郢客与同学申培公、白生、穆生等西至长安，就学于浮丘伯，卒业。